# Froher Tag, verlangte Stunden
Froher Tag, verlangte Stunden (Jour joyeux, heures désirées), BWV Anh. 18, est une cantate profane que Johann Sebastian Bach composa pour l'inauguration de la rénovation de la Thomasschule de Leipzig et qu'il dirigea le jeudi 5 juin 1732 probablement, en ce mois de juin, sur la Thomaskirchhof ou, à côté, devant le portail méridional de l'église Saint-Tomas. Le livret de Johann Heinrich Winckler nous est parvenu . La musique est perdue sauf le chœur d'ouverture que Bach réutilisa, probablement, comme modèle pour l'Oratorio de l'Ascension  (BWV 11). La cantate a été parodiée (reprise avec un autre texte) par Bach lorsqu'il s'est agi pour lui d'écrire, pour la fête d'Auguste III, une cantate intitulée : Frohes Volk, vergnügte Sachsen (BWV Anhang 12).
1. Froher Tag, verlangte Stunden
2. Wir stellen uns jetzt vor
3. Väter unsrer Linden-Stadt
4. Begierd und Trieb zum Wissen
5. So lasst uns durch Reden und Mienen entdecken
6. Geist und Seele sind begierig
7. So groß ist Wohl und Glück
8. Doch man ist nicht frey und los
9. Wenn Weisheit und Verstand
10. Ewiges Wesen, das alles erschafft